# Ил

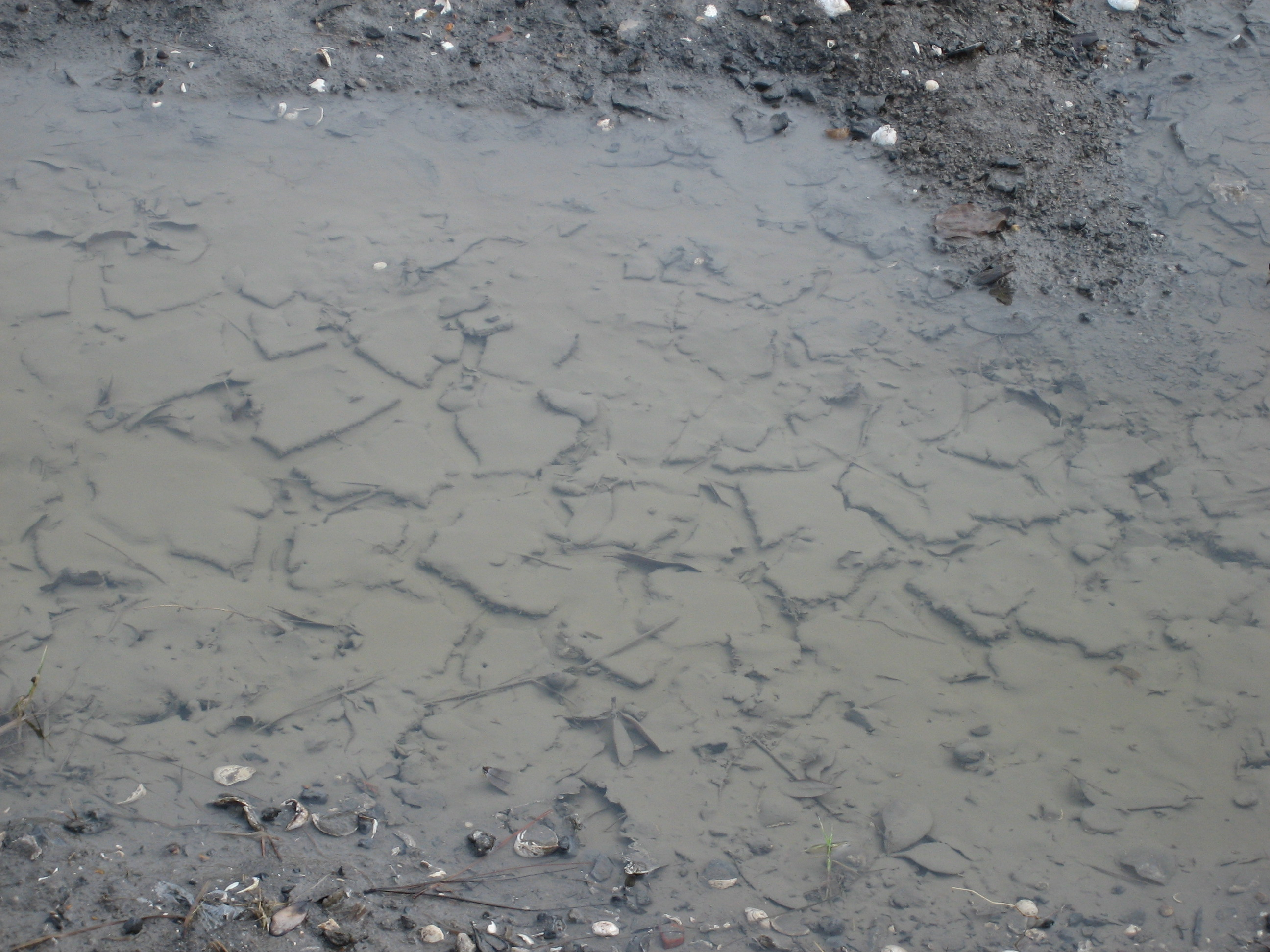
Ил у берега водоёма

Ил — водонасыщенный неуплотнённый материал, формирующийся на дне водоёмов. В естественном состоянии текучий, в высушенном — твёрдый. Состоит как из терригенного, так и из биологического материала. Ил является начальной стадией формирования связанных осадочных пород (в первую очередь сапропеля).
Ил может встречаться в виде грунта (часто смешанной с песком или глиной) или в виде осадка, взвешенного в воде. Ил обычно имеет мучнистый вид в сухом виде и не пластичен во влажном состоянии. Ил также может ощущаться языком как гранулы при попадании на передние зубы (даже в смеси с частицами глины).
Ил — распространенный материал, составляющий 45% грязи. Он встречается в дельтах многих рек и в виде скоплений, отложенных ветром, особенно в Центральной Азии, северном Китае и Северной Америке. Он образуется как в очень жарком климате (в результате таких процессов, как столкновение зерен кварца во время пыльных бурь), так и в очень холодном климате (в результате таких процессов, как ледниковое измельчение зерен кварца). Переносимый ветром и переносимый водой ил представляют собой серьезные формы загрязнения окружающей среды, часто усугубляемые неправильными методами ведения сельского хозяйства.

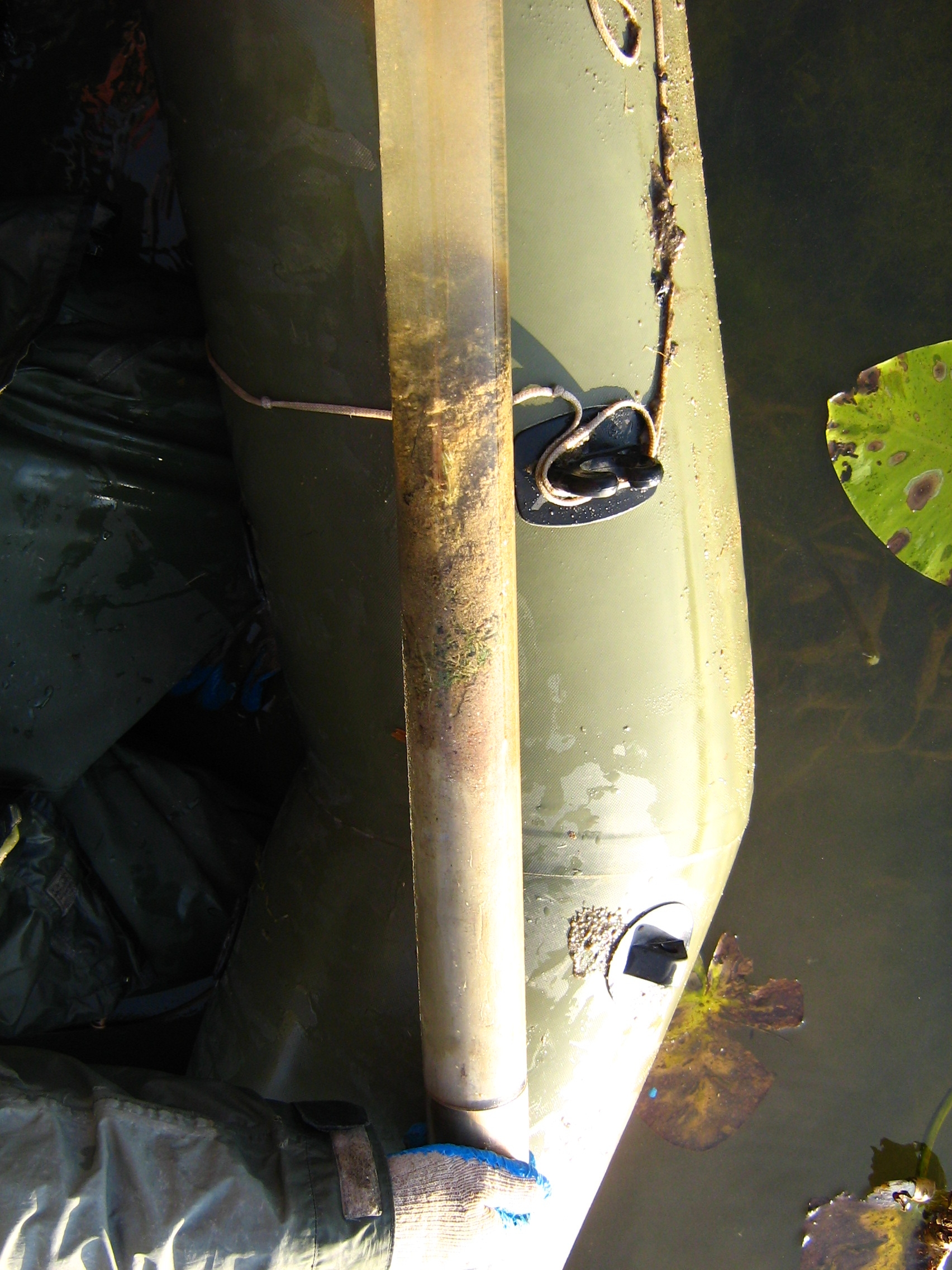
Ил — в верхней части пробоотборника

Ил в естественных условиях находится в текучем состоянии, при высушивании приобретает свойства твёрдого тела. Содержит значительное количество очень мелких фракций: от 30 до 50 % частиц менее 0,01 мм. В английском и ряде других языков слово ил означает только пелитовую размерность осадка и сопоставимо по значению с понятием глина.
На дне морей и континентальных водоёмов (озёр, прудов) распространены илы, состоящие из тонкозернистых продуктов разрушения горных пород (терригенный, известковый, пелитовый, алевритовый, алеврито-пелитовый) и из микроскопических раковин или скелетных остатков морских организмов (глобигериновый, диатомовый, радиоляриевый, птероподовый). Выделяют илы, обогащённые вулканическим пеплом (вулканический).
Иногда илы обогащены органическим веществом (сапропель), разложение которого вызывает сероводородное заражение или развитие гнилостных процессов (гнилой ил).
Ил используется в сельском хозяйстве как удобрение, или в компостных кучах. Некоторые илы (озёрный, прудовый, лагунный) применяют как удобрение и для минеральной подкормки домашних животных, а также в медицине, для грязелечения.
Накопление ила в гаванях и фарватерах (заиливание) создаёт проблемы для судоходства, поэтому сооружаются ограждающие дамбы и проводятся дноуглубительные работы.
В почвоведении ил — тонкодисперсный материал с размером частиц от 0,001 до 0,0001 мм.